# Protea holosericea
Protea holosericea är en tvåhjärtbladig växtart som först beskrevs av Richard Anthony Salisbury och Joseph Knight, och fick sitt nu gällande namn av Rourke. Protea holosericea ingår i släktet Protea och familjen Proteaceae. Inga underarter finns listade i Catalogue of Life.